# Pseudorhiza illyrica
Pseudorhiza illyrica är en orkidéart som först beskrevs av Hartmut Jahn och Horst Kümpel, och fick sitt nu gällande namn av Seckel. Pseudorhiza illyrica ingår i släktet Pseudorhiza och familjen orkidéer. Inga underarter finns listade i Catalogue of Life.